# Leptocaris gurneyi
Leptocaris gurneyi är en kräftdjursart som först beskrevs av Nicholls.  Leptocaris gurneyi ingår i släktet Leptocaris och familjen Darcythompsoniidae. Inga underarter finns listade i Catalogue of Life.